# マリーナ・オルシェル
マリーナ・オルシェル (Marina Orschel、1937年7月14日 -)はドイツの女優・ミスコン出場者である。名前のカタカナ表記について、オルスチニルとする報道もある。

## 経歴
1937年7月14日、ベルリンに生まれる。若い頃は体操選手またはバレエダンサーとして知られる。

ミス・ジャーマニー1956

1956年、ミス・ベルリンとしてミス・ジャーマニー（Miss Germany）に出場、優勝。国を代表してミス・ユニバース1956に出場する。
7月19日の水着審査では水着の肩紐がずり落ちるというハプニングに見舞われたが、7月20日の決勝では72人の美女たちの中から準優勝に選ばれ、ミス・フォトジェニックも獲得した（優勝はミスUSAのキャロル・モリス）。

1956年のミス・ユニバース決勝。ミス・フォトジェニック受賞

主催者サイドは当初、彼女のスリーサイズについて 36-22-34 インチ (91–56–86 センチ)と発表していたが、彼女はミス・イングランド（Iris Waller）に巻き尺を持たせて、それを 40-27-34 インチ（102-69-86 センチ）と訂正した。イスラエル代表のサラ・タル（Sara Tal）は初めドイツ代表のオルシェルと同じ写真に写るのを拒んだが、最終的にオルシェル個人には恨みはない、とそれを受け容れた。
その後、ミス・スウェーデンのイングリッド・グーデ、モリスと共にユニバーサル・スタジオのオファーを受ける。彼女の映画女優としての活動場所は主にドイツである。

## 主な出演映画
- Das Sonntagskind (1956)
- The Tattered Dress (1957)
- Träume von der Südsee (1957)
- Heute blau und morgen blau (1957)
- Rivalen der Manege (1958)
- The Csardas King (1958)